# New Age Girl
«New Age Girl» es una canción de la banda de rock alternativo estadounidense Deadeye Dick de su álbum debut A Different Story. También fue incluida en la banda sonora de la película de los hermanos Farrelly Dumb and Dumber en 1994.
Su uso en la banda sonora de la película le dio gran popularidad a la canción. Alcanzó la posición #27 en la lista de éxitos Billboard Hot 100 en noviembre de 1994 y sigue siendo la canción más popular de la banda. También se trata de su único Top 40, recibiendo la denominación de one-hit wonder.